# Irene Triplett
Irene Triplett (9 tháng 1 năm 1930  –  31 tháng 5 năm 2020) là người cuối cùng nhận trợ cấp từ thời kỳ Nội chiến Hoa Kỳ. Cha của Triplett đã chiến đấu cho cả Liên minh miền Nam và sau đó là phe Liên bang miền Bắc trong cuộc Nội chiến.

## Cuộc đời
Triplett sinh vào năm 1930, bố là Mose Triplett, còn mẹ là Elida Hall. Cha bà, người đã chiến đấu cho cả Liên minh miền Nam và Liên bang miền Bắc trong Nội chiến, đã 83 tuổi khi kết hôn với mẹ bà; hôn lễ của họ là cuộc hôn nhân thứ hai của Mose Triplett (1846–1938). Irene Triplett lớn lên trong trang trại của cha bà ở Wilkes County, Bắc Carolina. Theo Triplett, bà phải trải qua một tuổi thơ khó khăn và thường xuyên bị cả cha mẹ và giáo viên đánh đập. Các bạn cùng lớp đã trêu chọc bà về người cha mà họ gọi là "kẻ phản bội".
Triplett nghỉ học vào năm lớp sáu và vào năm 1943, bà cùng mẹ và em trai chuyển đến một ngôi nhà dành cho người có thu nhập thấp, rồi sống ở đó cho đến năm 1960. Sau đó Triplett sống trong các viện dưỡng lão tư nhân cho đến khi qua đời. Theo những người quen biết, bà là người thường xuyên ngậm thuốc xỉa và là một tín đồ của nhạc phúc âm.

## Trợ cấp
Kể từ cái chết của cha bà vào năm 1938, Triplett nhận được 73,13 đô la mỗi tháng từ Bộ Cựu chiến binh. Bà đã đủ điều kiện để thừa hưởng trợ cấp của cha mình do mắc chứng suy giảm nhận thức. Tổng số tiền mà bà nhận được là khoảng 73.000 USD, tương đương 344.000 USD khi điều chỉnh theo lạm phát.
Tình trạng của Triplett được công chúng biết đến rộng rãi vào năm 2013, qua một câu chuyện về bà trên Daily Mail.
Sau cái chết năm 2018 của Fred Upham, con trai của William H. Upham, bà trở thành người con cuối cùng còn sống của một cựu chiến binh Nội chiến.

## Qua đời
Triplett qua đời vào năm 2020 tại viện dưỡng lão Accordius Health ở Wilkesboro, Bắc Carolina, do các biến chứng phát sinh từ một cuộc phẫu thuật.